# Предраг Пешић
Предраг Пешић (Ниш, 28. април 1981), бивши српски фудбалер, а садашњи фудбалски тренер.

## Биографија
Предраг Пешић је рођен 28. априла 1981. године у Нишу. Основну школу „Краљ Петар Први” и Економску-трговинску школу завршио је у родном граду, након чега уписује Филозофски факултет Универзитета у Нишу (одсек виши фудбалски тренер). Након дипломирања на Филозоском факултету 2005. године, наставља усавршавање у области тренерског рада и менаџмента у спорту. УЕФА-ину лиценцу Б стекао је јуна 2009. године, након чега наставља усавршавање и стиче УЕФА-ину лиценцу А маја 2011. године. Поред УЕФА-иних лиценци, носилац је и националне лиценце ПРО.

## Играчка каријера

#### Клупска
Играчку каријеру је започео у Радничком из Ниша, где је прошао све млађе категорије. Након тога, 1998. године, прешао је у клуб Цар Константин. Године 2002. из тог клуба прешао је у Рудар Фахоп из Алексинца.

#### Репрезентативна
Као кадет у Радничком, позван је у кадетску селекцију СР Југославије. С кадетском репрезентацијом СРЈ наступао је на Балканском првенству у Битољу, где је репрезентација освојила треће место. Године 1998, од стране селектора Ђорђа Коковића, бивао је позиван у Омладинску репрезентацију СРЈ. Као омладински репрезентативац наступао је на меморијалном турниру Стеван Ћеле Вилотић и више пријатељских утакмица.
Због велике повреде прекинуо је играчку каријеру и одлучио је да се позабави фудбалској тренерској каријери.

## Тренерска каријера
Тренрску каријеру је започео 2005. године у клубу Цар Константин, као тренер омладинаца. Године 2007. прешао је у фудбалску школу Национал у којој је тренирао и репрезентативац Андрија Живковић. На месту инструктора Фудбалског савеза Србије за Нишки округ постављен је 2008. и на тој позицији остао је до 2010, када је свој тренерски рад усредсредио на сениорске тимове. Александар Кузмановић, тренер нишког Радничког, поставио га је на место помоћника. Био је помоћник следећим тренрима: Милану Раставцу, Милану Ђуричићу, Бобану Дмитровићу и Драгану Антићу. Поред домаћег ангажмана, био је и у кинеском Шенџену као координатор. Такође је био ангажован као помоћни тренер у Звијезди 09, Синђелићу, а био је и главни тренер Трајала. Након Трајала потписује уговор са ОФК Титоград из Подгорице, где је био ангажован као први асистент тренеру Ивану Јевићу. Током сезоне 2022/2023 био је ангажован у  Литванском ФК Ритерај  као помоћни тренер Владимиру Јанковићу. Сезону 2023/2024 завршио је у Таџикистанском ФК Истиклол.
Пешић такође ради као предавач на Центру за образовање фудбалских тренера на курсевима за стицање УЕФА-ине лиценце Б и као ментор на пракси за стицање УЕФА-ине лиценце А . Као фудбалски аналитичар, често гостује у спортским емисијама.